# Brihadishvara-Tempel

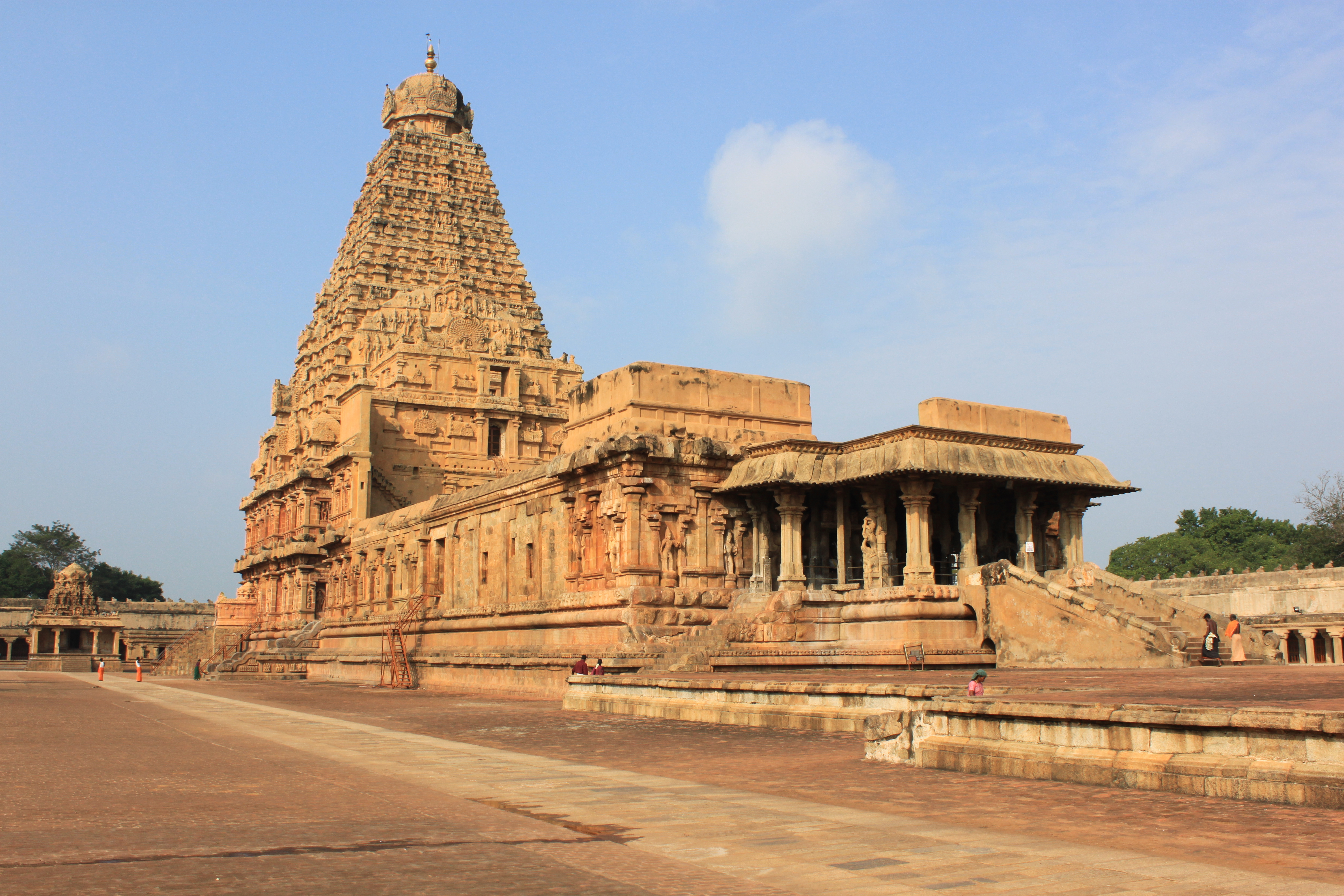
Der Brihadeeswara-Tempel von Thanjavur

Der Brihadishvara-Tempel (tamilisch பெருவுடையார் கோயில, anglisiert Brihadeeswarar Temple) ist ein der hinduistischen Gottheit Shiva geweihter Tempel in der ehemaligen Hauptstadt des Chola-Reichs Thanjavur im indischen Bundesstaat Tamil Nadu, der unter Rajaraja I. erbaut wurde. Er gilt als einer der bedeutendsten Tempel Südindiens und gehört als einer der drei „großen Tempel der Chola-Dynastie“ (gemeinsam mit dem Brihadishvara-Tempel in Gangaikonda Cholapuram und dem Airavatesvara-Tempel in Darasuram) zum Weltkulturerbe der UNESCO.
Der Turm des Tempels (Vimana) gilt als der Höhepunkt des Dravida-Stils.

## Lage und Entstehung

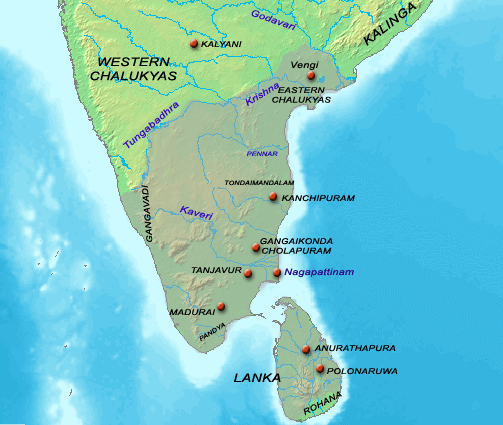
Das Reich der Chola zur Zeit von Rajaraja I.

Der Tempel liegt am Stadtrand der südindischen Großstadt Thanjavur, die für ihre zahlreichen Tempelanlagen berühmt ist. Zu erreichen ist er über eine abgelegene Seitenstraße der West Main Street. Westlich des Tempels befindet sich ein Waldgebiet, südlich der Grand Anikut Kanal.
Der Baubeginn wurde 995 durch Rajaraja I. veranlasst. Die Steine mussten von einem 45 Kilometer entfernten Steinbruch geholt werden, weil es in der Nähe keinen Granit gab. Rajaraja I. war laut den Inschriften am Sockel des Tempels selbst an der Fertigstellung im Jahr 1010 beteiligt, indem er dem Vimana die Turmspitze aufsetzte. Der Tempel war offiziell Shiva unter dem Namen Rajarajeshvera geweiht, diente jedoch höchstwahrscheinlich der Verherrlichung seines Bauherren.
Nach der Fertigstellung des Tempels holte Rajaraja I. ungefähr 600 Tempeldiener nach Thanjavur, unter anderem Musiker, Tänzerinnen und Tänzer, Sänger, Muschelbläser, Baldachinträger, Lampenanzünder, Töpfer, Wäscher, Astrologen, Schneider, Zimmerleute und Gärtner.
Der Tempel wurde gebaut, um als königlicher Tempel Rajarajas Vision von seiner Kraft, seiner Machtstellung und von der absoluten Ordnung darzustellen.

## Architektur

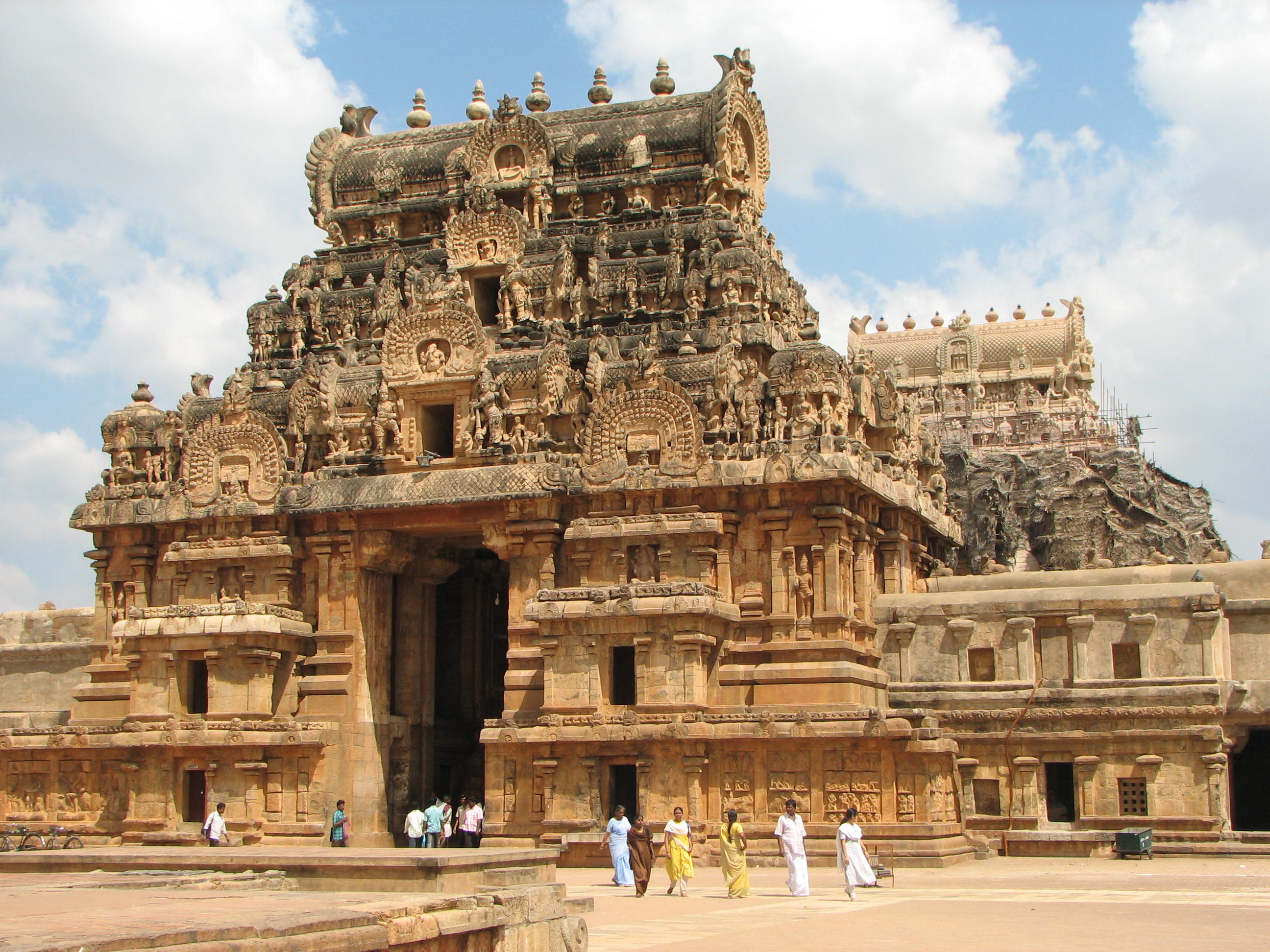
Der Eingang, die östlichen Gopuras

Die Bautechnik des Tempels gilt als klar und vollkommen; der gesamte Tempelkomplex ist nahezu symmetrisch gestaltet. Das rechteckige, 241 × 121 m großen Tempelgelände ist von einer Mauer umgeben, die von 250 Linga-Statuen geschmückt wird. Das einzige Tor der Mauer befindet sich an der Nordostseite des Tempelgeländes. Es ist mit zwei Gopurams versehen, welche typisch für die Chola-Zeit waren. Das äußere fünfstöckige Eingangsportal ist mit etwa 30 Metern höher, das innere dreistöckige gopura mit hinduistischen Erzählungen dekoriert.

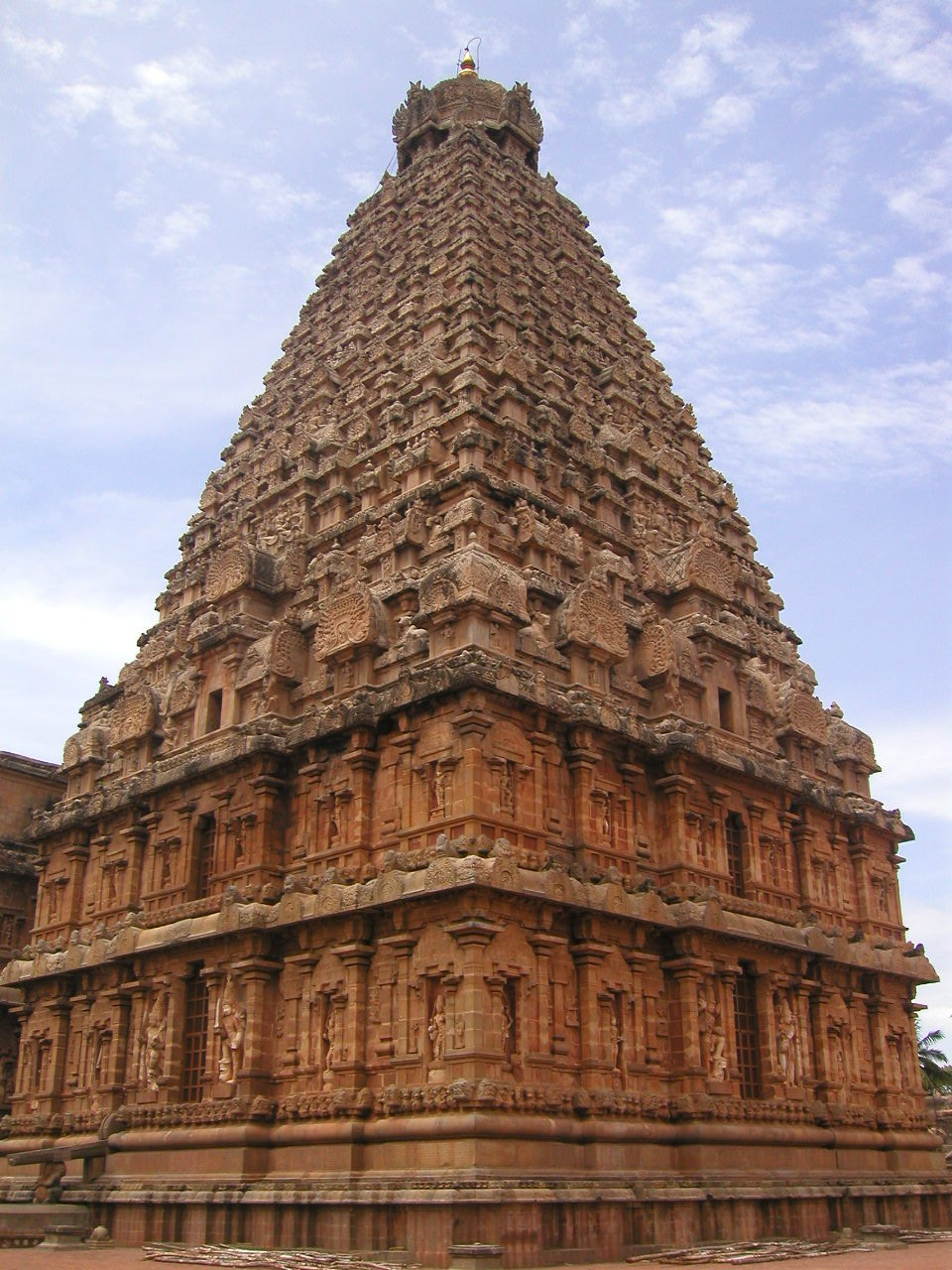
Das Vimana des Tempels

Im Zentrum des östlichen Tempelgeländes liegt ein Pavillon mit einem Stier-Monolith, mit einer Höhe von 3,7 Metern die dritthöchste Nandi-Statue Indiens.

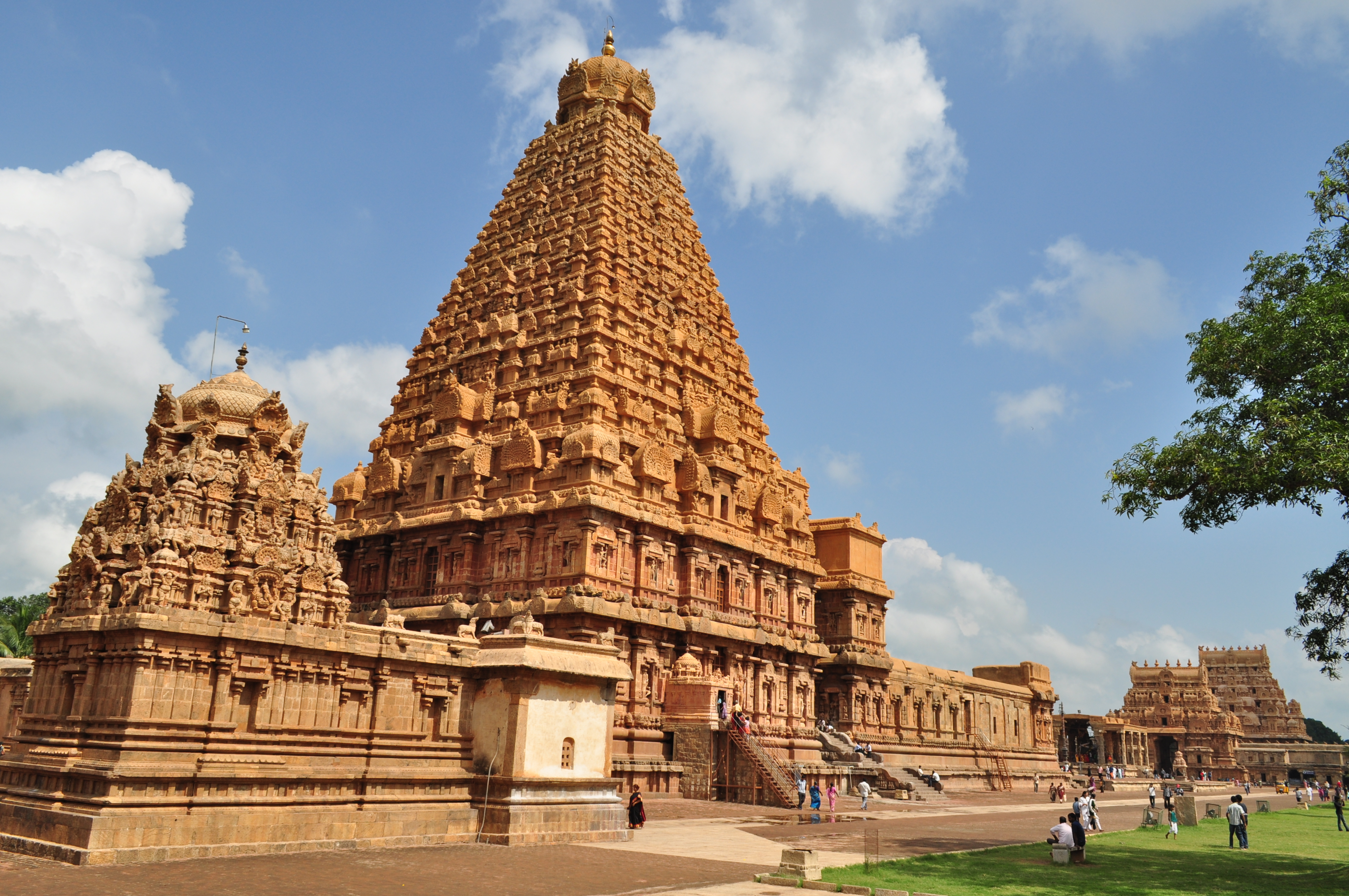
Das Vimana und der nach Nordwesten vorgelagerte Subrahmanya-Schrein

Der Haupttempel ist ein Bauwerk des Dravida-Stils. An der Ostseite des Tempels führt ein Portikus in zwei große, auf Säulen (hypostylos) gestützte Vorhallen (mandapa), die über Treppen zugängig sind und durch die der Hauptturm des Tempels (vimana) erreicht wird.
Die Außenmauer des Tempels ist auf teilweise beschriftete Sockel gestützt und mit zahlreichen Reliefs versehen. Die gesamte Tempelanlage besteht fast nur aus unzementierten Granitblöcken.
Auf einer Grundfläche von 25 × 25 m ein 60,96 Meter ragt das Vimana mit 13 Stockwerken in die Höhe. Charakteristisch für die Turmarchitektur der Chola-Zeit, eine hohle Stufenpyramide mit einem monumentalen kuppelartigen Aufsatz, unter Verwendung von gleichartigen großen Steinblöcken (Monolith-Bauweise). In der über ein Vestibül (antarala) zugängliche Cella befindet sich ein vier Meter hohes Linga aus geschliffenem Basalt, welches die ersten zwei Stockwerke einnimmt und durch eine Decke vom Rest des Vimana abgetrennt ist.
Der Kuppelaufsatz des Vimanas besteht aus einem etwa 80 Tonnen schweren Granitblock. Angeblich / vermutlich wurde eine mehrere Kilometer lange Rampe gebaut, um diese auf die Stufenpyramide zu schaffen. An der Kuppel befinden sich 8 Nandi-Figuren, welche in alle Himmelsrichtungen weisen.

## Folgegeschichte
Innerhalb des Tempelkomplexes gibt es bis zu 15 Bauwerke und Schreine, die nicht in der Zeit der Chola-Dynastie erbaut wurden. Der Chandikeshvara-Schrein wurde im 16. Jahrhundert von den Nayaks gebaut und der Subrahmanya-Schrein, der einen ähnlich gearteten Kuppelaufsatz wie das große Vimana trägt, wurde ebenfalls im 17. Jahrhundert angebaut. Die Nataraja-Mandapa wurde erst um 1800 von Sarabhoji II. Bhonsle erbaut.
Die Maratha-Dynastie ließ im 18. und 19. Jahrhundert den Vimana neu verputzen.
Seit 1987 gehört der Tempel als Teil der intakten großen Chola-Tempel zum Weltkulturerbe der UNESCO. Als Begründung wird angegeben, dass der Brihadishvara-Tempel das erste gute Beispiel für die Chola-Baukunst darstelle, in einem außergewöhnlichen und kreativen Baustil errichtet sei und die Kunst der Chola repräsentiere. 2004 wurde die Welterbestätte um die Tempel von Gangaikonda Cholapuram und Darasuram erweitert.
Der Tempel ist heute eine touristische Attraktion, beim Eintritt wird eine Spende erwartet.